# Suonenjoki
Suonenjoki is een gemeente en stad in de Finse provincie Oost-Finland en in de Finse regio Noord-Savo. De gemeente heeft een landoppervlakte van 713,56 km² en telt 6.743 inwoners (2022).